# NGC 2991
NGC 2991 je galaksija u zviježđu Lavu.

## Vanjske poveznice
- SEDS: NGC 2991